# Jean Stablinski
Jean Stablinski (Thun-Saint-Amand, 21 mei 1932 – Rijsel, 22 juli 2007) was een Frans-Poolse wielrenner. Stablinski werd als Pool geboren in het Franse Thun Saint-Armand als Jean Stablewski en werd later tot Fransman genaturaliseerd. Na de dood van zijn vader moest hij als veertienjarige gaan werken in de steenkoolmijn van Wallers. Hij was beroepsrenner tussen 1953 en 1968. Hij maakte eerst deel uit van de ploeg rond zijn vriend Jacques Anquetil. Later was hij meesterknecht van Rudi Altig.
Stablinski won diverse grote wedstrijden, waaronder de Ronde van Spanje, het WK en diverse klassiekers, zoals Parijs-Brussel en de allereerste Amstel Gold Race. Stablinski nam twaalf keer deel aan de Ronde van Frankrijk. Hij won verscheidene etappes in alle drie de grote rondes. Ook was hij vier keer kampioen van Frankrijk. Zijn bijnaam in het peloton luidde Le Polac.
Na zijn actieve loopbaan werd Stablinski ploegleider. Hij was onder meer de ontdekker van Lucien Van Impe en Bernard Hinault. Het was ook Stablinski die voorstelde om de doortocht van het Bos van Wallers-Arenberg in het parcours van Parijs-Roubaix op te nemen; hij kende deze weg nog van toen hij in de koolmijn aldaar had gewerkt.
Stablinski overleed na een lang ziekbed. In het Bos van Wallers-Arenberg is een monument voor hem geplaatst. De indoorwielerbaan in Roubaix, waar in 2021 het WK baanwielrennen werd verreden, is naar hem genoemd.

## Belangrijkste overwinningen
1954
- Parijs-Bourges

1955
- Parijs-Valenciennes

1957
- GP Fourmies
- 12e etappe Ronde van Frankrijk
- Ronde van de Oise

1958
- 8e etappe Ronde van Spanje
- Eindklassement Ronde van Spanje

1960
- Frans kampioen op de weg, Elite
- 1e etappe Vierdaagse van Duinkerken
- 13e etappe Ronde van Italië
- Boucles de l'Aulne
- Nice-Genua

1961
- 7e etappe Ronde van Frankrijk
- 4e etappe Vierdaagse van Duinkerken

1962
- 14e etappe Ronde van Frankrijk
- Wereldkampioenschap op de weg
- Frans kampioen op de weg, Elite
- 11e etappe Ronde van Spanje

1963
- Frans kampioen op de weg, Elite
- Parijs-Brussel
- 10e etappe Ronde van Spanje
- 4e etappe Dauphiné Libéré
- Ronde van de Haute-Loire

1964
- Frans kampioen op de weg, Elite
- 21e etappe Ronde van Frankrijk

1965
- Rund um den Henninger-Turm
- GP Gippingen
- Eindklassement Ronde van België
- 4e etappe Midi Libre
- Trofeo Baracchi (met Jacques Anquetil)
- Parijs-Luxemburg
- Tour de Sud-Est

1966
- Amstel Gold Race
- GP d'Isbergues

1967
- 19e etappe Ronde van Frankrijk
- 1e etappe Vierdaagse van Duinkerken
- 8e etappe Ronde van Italië

1968
- GP Denain

## Resultaten in voornaamste wedstrijden

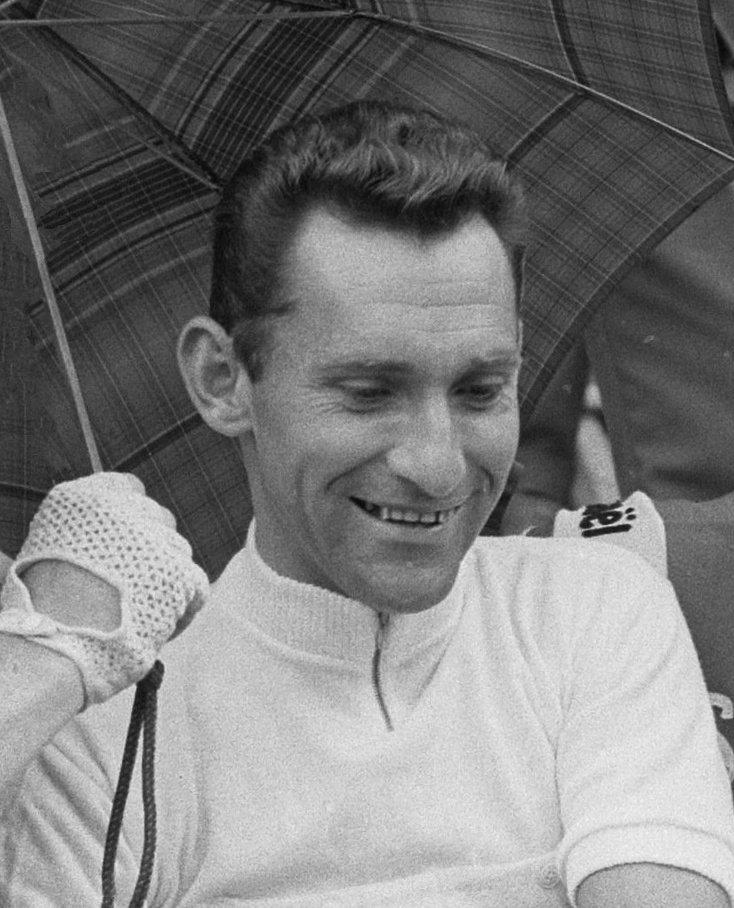
Jean Stablinski in 1963

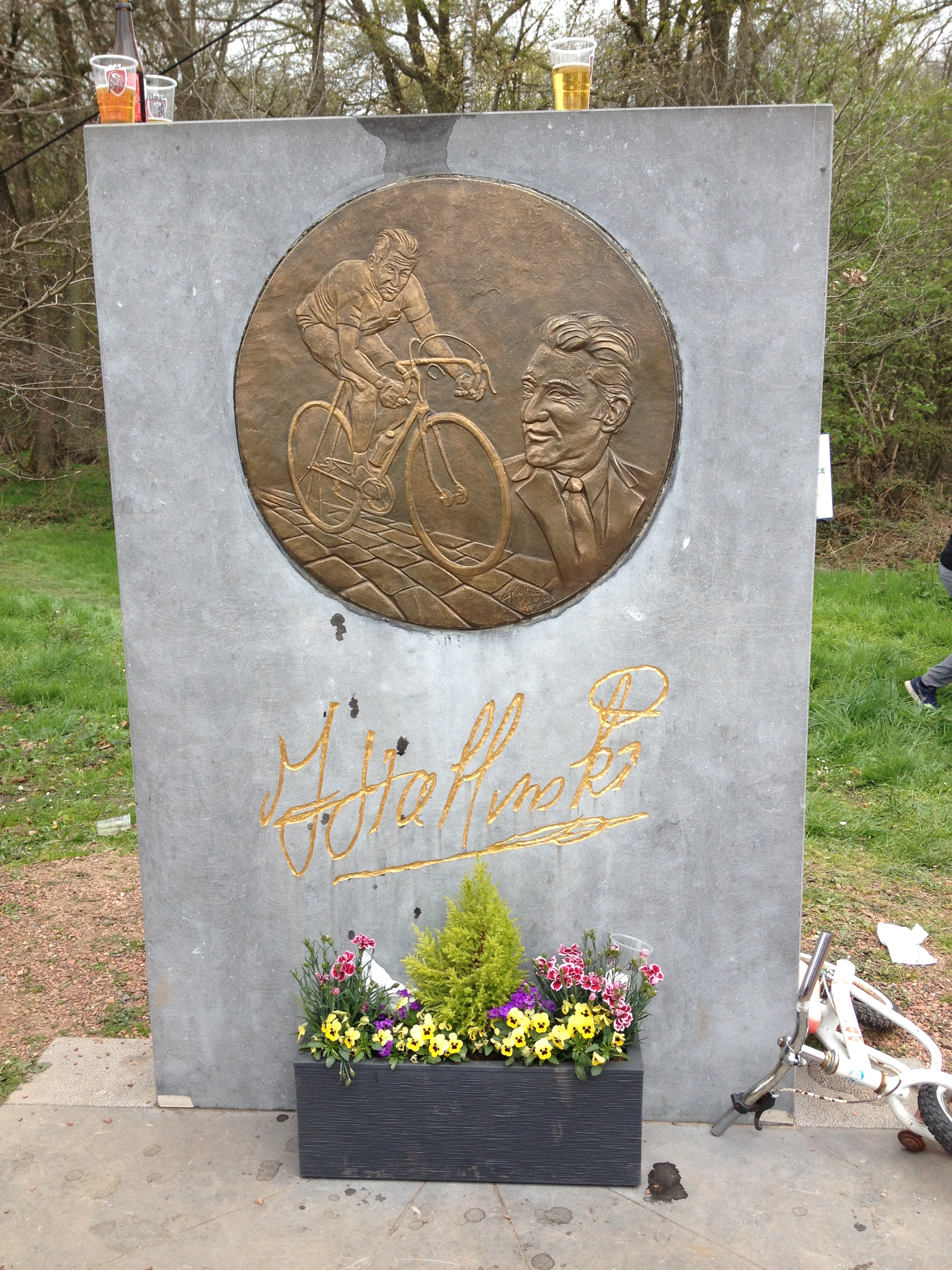
Monument voor Stablinksi in het Bos van Wallers-Arenberg.

| Jaar | Ronde van Italië | Ronde van Frankrijk | Ronde van Spanje |
| ---- | ---------------- | ------------------- | ---------------- |
| 1954 |                  | opgave              |                  |
| 1955 |                  | 35e                 |                  |
| 1956 |                  |                     |                  |
| 1957 |                  | 43e (1)             |                  |
| 1958 |                  | 68e                 | ↑ (1)            |
| 1959 | 72e              | buiten tijd         |                  |
| 1960 | 59e (1)          |                     |                  |
| 1961 | 82e              | 42e (1)             |                  |
| 1962 |                  | 30e (1)             | 6e (1)           |
| 1963 |                  | opgave              | 9e (1)           |
| 1964 |                  | 35e (1)             |                  |
| 1965 |                  |                     |                  |
| 1966 | 41e              | 61e                 |                  |
| 1967 | opgave (1)       | 81e (1)             |                  |
| 1968 |                  | uitgesloten (**)    |                  |

| Jaar | Milaan-San Remo | Gent-Wevelgem | Ronde van Vlaanderen | Parijs-Roubaix | Amstel Gold Race | Luik-Bast.‑Luik | Ronde van Lombardije | Parijs-Brussel | Rund um den Henninger-Turm |  | WK op de weg |  | Wereldranglijsten |
| ---- | --------------- | ------------- | -------------------- | -------------- | ---------------- | --------------- | -------------------- | -------------- | -------------------------- |  | ------------ |  | ----------------- |
| 1954 |                 |               |                      |                |                  |                 |                      |                |                            |  |              |  |                   |
| 1955 |                 |               |                      |                |                  | 20e             |                      |                |                            |  |              |  |                   |
| 1956 | 42e             |               |                      | 52e            |                  |                 |                      | 30e            |                            |  |              |  |                   |
| 1957 | 11e             |               |                      | 68e            |                  |                 |                      | 53e            |                            |  |              |  |                   |
| 1958 | 10e             | 24e           |                      |                |                  |                 |                      | 63e            |                            |  |              |  |                   |
| 1959 | 35e             | 38e           | 32e                  | 38e            |                  |                 |                      |                |                            |  |              |  |                   |
| 1960 |                 |               |                      |                |                  |                 |                      |                |                            |  | 14e          |  |                   |
| 1961 |                 |               |                      | 21e            |                  |                 |                      |                |                            |  | 6e           |  |                   |
| 1962 |                 |               |                      |                |                  |                 |                      |                |                            |  | ↑            |  | 8e (SPP)          |
| 1963 |                 |               |                      | 19e            |                  |                 |                      | Goud           | Brons                      |  | 9e           |  | 17e (SPP)         |
| 1964 | 102e            | 30e           | 43e                  | 7e             |                  |                 |                      | 45e            |                            |  | 9e           |  | 14e (SPP)         |
| 1965 | 13e             |               | 5e                   | 11e            |                  | 23e             | ↑                    | 24e            | Goud                       |  | 10e          |  | 7e (SPP)          |
| 1966 |                 |               | 40e                  |                | ↑                |                 | 27e                  | 40e            |                            |  | 5e           |  |                   |
| 1967 |                 |               |                      | 30e            | opgave           |                 |                      |                |                            |  | 39e          |  |                   |
| 1968 | 73e             |               |                      | 24e            |                  |                 |                      |                |                            |  |              |  |                   |